# Приз Франсуа Шале
Приз Франсуа́ Шале́ (фр. Prix François-Chalais) — нагорода, яку щороку присуджують на Каннському кінофестивалі фільмам, присвяченим цінностям журналістики, і підкреслює присутність журналістів на фестивалі. Заснована у 1997 році на честь відомого французького журналіста і історика кіно Франсуа Шале (1919-1996) під егідою його дружини Мей Чен.
Приз Франсуа Шале також присуджують щорічно за найкращий сценарій на фестивалі російського кіно в місті Онфлері де Франсуа Шале був головою журі у 1995 році.
Першим фільмом, відзначеним нагородою, став на 50-му Каннському кінофестивалі (1997) фільм Адеміра Кеновіча Ідеальне коло спільного виробництва Боснії і Герцеговини та Франції.

## Лауреати
| Рік  | Фільм                                | Назва мовою оригіналу                    | Режисер               | Країна                           |
| ---- | ------------------------------------ | ---------------------------------------- | --------------------- | -------------------------------- |
| 2019 | Приховане життя                      | A Hidden Life                            | Терренс Малік         | США/ Німеччина                   |
| 2018 | Йомеддін                             | Yomeddine                                | Абу Бакр Шоукі        | Єгипет/ США/ Австрія             |
| 2017 | 120 ударів на хвилину                | 120 Battements par Minute                | Робен Кампійо         | Франція                          |
| 2016 | Учень                                | Ученик                                   | Кирило Серебренніков  | Росія                            |
| 2015 | Син Саула                            | Son of Saul                              | Ласло Немеш           | Угорщина                         |
| 2014 | Тімбукту                             | Timbuktu                                 | Абдеррахман Сіссако   | Франція/ Мавританія              |
| 2013 | Гранд Централ. Атомне кохання        | Grand Central                            | Ребекка Злотовськи    | Франція/ Австрія                 |
| 2012 | Коні Бога                            | Les chevaux de Dieu                      | Набіль Айюш           | Марокко/ Бельгія                 |
| 2011 | І куди ми тепер?                     | Et maintenant, on va où?                 | Надін Лабакі          | Франція/ Ліван/ Єгипет/ Італія   |
| 2010 | Життя понад усе                      | Life, Above All                          | Олівер Шмітц          | ПАР                              |
| 2009 | Ніхто не знає про перських котів     | перс. کسی از گربه های ایرانی خبر نداره   | Бахман Гобаді         | Іран                             |
| 2008 | Скажена кров                         | Sanguepazzo                              | Марко Тулліо Джордана | Італія                           |
| 2007 | Її серце                             | A Mighty Heart                           | Майкл Віттерботтом    | США/ Велика Британія             |
| 2006 | Патріоти                             | Indigènes                                | Рашид Бушареб         | Франція/ Марокко/ Бельгія/ Алжир |
| 2005 | Якщо народжений, уже не сховаєшся    | Quando sei nato non puoi più nasconderti | Марко Тулліо Джордана | Італія/ Франція/ Велика Британія |
| 2004 | Щоденники мотоцикліста               | Diarios de motocicleta                   | Волтер Саллес         | Аргентина/ США/ Німеччина та ін. |
| 2003 | S-21: Машина смерті Червоних кхмерів | S-21, la machine de mort Khmère rouge    | Рітхі Пань            | Франція/ Камбоджа                |
| 2002 | Заблудлі в Іраку                     | перс. گم‌گشتگی در عراق                    | Бахман Гобаді         | Іран                             |
| 2001 | Зроблено в США                       | Made in the USA                          | Сольвейг Анспах       | Франція                          |
| 2000 | Кіппур                               | Kippur                                   | Амос Гітай            | Ізраїль/ Франція                 |
| 1999 | Інший                                | араб. الآخر                              | Юсеф Шахін            | Єгипет/ Франція                  |
| 1998 | Західний Бейрут                      | араб. بيروت الغربية                      | Зіад Дуері            | Ліван                            |
| 1997 | Ідеальне коло                        | Savršeni krug                            | Адемір Кеновіч        | Боснія і Герцеговина/ Франція    |